# Daniel Herrington
Daniel Herrington (* 12. Juli 1986 in Baltimore, Maryland) ist ein US-amerikanischer Automobilrennfahrer.

## Karriere
Sein erstes Rennen fuhr Herrington 2003. Seine Motorsportkarriere im Formelsport begann er 2004. Er trat zunächst zu vier Rennen der US-amerikanischen Formel BMW an. 2005 startete er die ganze Saison in dieser Meisterschaft und schloss die Saison auf dem zwölften Meisterschaftsplatz ab. 2006 wechselte Herrington in die Star Mazda Series. Er gewann ein Rennen und beendete die Saison auf dem zehnten Gesamtrang.
2007 wechselte er in die Indy Pro Series. Er nahm an fünf von sechzehn Rennen teil und schloss die Saison auf dem 23. Gesamtrang ab. Seine beste Platzierung war ein dritter Platz. 2008 trat er eine halbe Saison in der inzwischen in Indy Lights umbenannten Serie an. Mit einem siebten Platz als bestes Resultat wurde er 20. in der Meisterschaft. Darüber hinaus startete er in der Grand-Am Sports Car Series erstmals zu einem Sportwagenrennen. 2009 nahm Herrington die komplette Saison für Bryan Herta Autosport an der Indy Lights teil. In Joliet erzielte er seinen ersten Sieg in dieser Meisterschaft, die er in diesem Jahr auf dem siebten Platz beendete.
2010 bestritt Herrington keine ganze Saison und nahm für verschiedene Teams an zwei Rennen der Indy Lights teil. Er wurde 21. in der Gesamtwertung. 2011 stieg Herrington für Sam Schmidt Motorsports zum siebten Rennen in die Indy Lights ein und nahm an drei Rennen teil. Am Saisonende lag er auf dem 21. Platz in der Meisterschaft. Darüber hinaus trat er zu drei Rennen der Grand-Am Sports Car Series an.

## Karrierestationen
| - 2004: US-amerikanische Formel BMW - 2005: US-amerikanische Formel BMW (Platz 12) - 2006: Star Mazda Series (Platz 10) - 2007: Indy Pro Series (Platz 23) | - 2008: Indy Lights (Platz 20) - 2008: Grand-Am Sports Car Series, GT (Platz 87) - 2009: Indy Lights (Platz 7) - 2010: Indy Lights (Platz 21) | - 2011: Indy Lights (Platz 21) - 2011: Grand-Am Sports Car Series (Platz 30) |